# Cour du Ponant
La cour du Ponant est une voie du 12e arrondissement de Paris, en France.

## Situation et accès
La cour du Ponant est une voie située dans le 12e arrondissement de Paris. Elle débute au 3, cour du Levant et se termine au 78, rue Baron-Le-Roy.

## Historique
Cette voie, située dans le quartier international du vin et de l'alimentaire, est créée dans le cadre de l'aménagement de la ZAC de Bercy et prend sa dénomination actuelle par arrêté municipal du 5 juillet 1993.